# 西部區 (1917年—1918年)
關於同名的行政區劃，請參看西部區。
西部區（俄语：Западная область）是俄羅斯蘇維埃聯邦社會主義共和國早期的一個行政區。1917年由原沙俄的維爾紐斯、莫吉廖夫、維捷布斯克和明斯克省組成，首府明斯克。1918年4月，斯摩棱斯克省加入，區府亦遷至斯摩棱斯克。9月改稱公社。
12月23日被蘇俄中央執行委員會正式納為俄羅斯蘇維埃聯邦社會主義共和國的區，但在1919年1月1日被改組為白俄羅斯蘇維埃社會主義共和國。